# Carl Radle
Carl Dean Radle, född 18 juni 1942 i Tulsa, Oklahoma, död 30 maj 1980 i Claremore, Oklahoma, var en amerikansk basist som turnerade och spelade in skivor med flera av det mest inflytelserika artister av det senare 1960-talet och 1970-talet. Han var kanske mest känd för sitt jobb i Eric Claptons Derek and the Dominos där han och Jim Gordon utgjorde rytmsektionen. Han fortsatte att arbeta med Clapton under dennes soloprojekt från 1970 till 1979.
Radle var med i den berömda konsertfilmen The Concert for Bangladesh. När Concert for Bangladesh släpptes 1972, hade Radle spelat in skivor med Dave Mason, J.J. Cale, George Harrison, The Colours, Joe Cocker och Buddy Guy med flera andra.
Under sin karriär spelade Carl Radle på guld- och platina-singlar och album och samlade på sig respekt av många musiker. 
Radle dog 1980 av en njurinfektion, förvärrad av effekterna av alkohol och narkotika. Han blev 37 år gammal.